# Marphysa capensis
Marphysa capensis är en ringmaskart som först beskrevs av Schmarda 1861.  Marphysa capensis ingår i släktet Marphysa och familjen Eunicidae. Inga underarter finns listade i Catalogue of Life.